# Florus en Lauruskerk in Zatsepa
De Kerk van de Heilige Martelaren Florus en Laurus in Zatsepa (Russisch: Церковь Флора и Лавра на Зацепе, Tserkov Flora i Lavra na Zatsepe) is een Russisch-orthodox kerkgebouw in Moskou. De kerk bevindt zich in het district Zamoskvoretsje van het Centraal Administratieve Okroeg. De kerk staat ook bekend als de Kerk van de Icoon van de Moeder Gods "Vreugde van allen die Treuren" (Russisch: Храм иконы Божией Матери «Всех Скорбящих Радость» на Зацепе).

## Geschiedenis
De kerk werd gebouwd in 1778 ter vervanging van een eerdere stenen kerk uit 1739. De kerk werd in de 19e eeuw uitgebreid met kapellen, een refter en een klokkentoren in empirestijl. In 1909 kreeg de kerk aan weerszijden een aanbouw ten behoeve van o.a. de sacristie.

## Sovjet-periode
Na de revolutie herbergde de kerk veel gebruiksvoorwerpen, iconen en relikwieën uit inmiddels gesloten Moskouse kerken, waaronder ook van de opgeblazen kathedraal van Christus de Verlosser. De kerk kwam in handen van de Levende Kerk. Na de arrestatie en executie van de priester werden er nog sporadisch diensten gehouden. De kerk werd in 1938 gesloten voor de eredienst om het gebouw geschikt te maken voor een fabriek. In het gebouw werd een verdieping aangebracht waarbij de beschildering van de kerk ernstige beschadigingen opliep. Ook verdwenen veel fresco's achter een nieuwe laag witte verf. In de jaren 50 werd het bovenste deel van de koepel gesloopt, de toren tot de eerste verdieping en het huis van de priester afgebroken. Sinds 1960 is het gebouw een monument en vanaf de jaren 80 werd het gebouw weer hersteld. De restauratiewerkzaamheden werden in 1990 beëindigd.

## Heropening
In 1991 werd de kerk teruggeven aan de Russisch-orthodoxe Kerk. Het hoofdaltaar is gewijd aan het Icoon van de Moeder Gods "Vreugde van allen die Treuren", de zijkapellen werden gewijd aan de apostelen Petrus en Paulus en de heilige martelaren Florus en Laurus.